# 青山竜也
青山 竜也（あおやま たつや）は、日本のトレーダー。

## 人物・来歴
2011年に投資助言代理業を取得した投資顧問会社「株式会社アオヤマ・インベスターズ・パートナー」の代表取締役で、インヴァスト証券常勤講師。